# Muzeum Zofii Kossak-Szatkowskiej w Górkach Wielkich
Muzeum Zofii Kossak-Szatkowskiej w Górkach Wielkich – muzeum położone w Górkach Wielkich, stanowiące oddział Muzeum Śląska Cieszyńskiego w Cieszynie. W placówce prezentowane są zbiory biograficzne związane z osobą powieściopisarki polskiej, Zofii Kossak-Szatkowskiej primo voto Szczuckiej.
Muzeum mieści się w tzw. domku ogrodnika położonym na terenie zespołu dworskiego z XVIII wieku, będącego przedwojenną własnością Kossaków. Pisarka mieszkała w nim w latach 1957-1968. Muzeum powstało w 1970 roku, kiedy to mąż zmarłej dwa lata wcześniej pisarki, mjr Zygmunt Szatkowski zaczął udostępniać dom zwiedzającym. Początkowo udostępniane były wyłącznie jadalnia i gabinet. W styczniu 1973 roku dom Szatkowskich stał się częścią cieszyńskiego Muzeum a Zygmuntowi Szatkowskiemu powierzono funkcję kustosza placówki. W 2002 roku ekspozycję rozszerzono o pomieszczenia kuchni i sypialni.

W 1993 roku w muzeum miała miejsce kradzież - utracono obrazy autorstwa Wojciecha i Juliusza Kossaków. Większości skradzionych dzieł nadal nie udało się odnaleźć.

W muzeum - oprócz przedmiotów związanych z życiem i twórczością pisarki (w tym m.in. zdjęcia, rodzinne pamiątki, rękopisy i maszynopisy oraz medal Sprawiedliwy wśród Narodów Świata), znajdują się liczne obrazy, autorstwa m.in. Stanisława Ignacego Witkiewicza oraz Czesława Kuryatto.
Aktualnie muzeum jest czynne cały rok (z wyjątkiem poniedziałków), wstęp jest płatny.